# Syllepte amissalis
Syllepte amissalis là một loài bướm đêm trong họ Crambidae.